# Claude Huriet
Claude Huriet, né le 24 mai 1930 à Nancy (Meurthe-et-Moselle) et mort le 27 octobre 2024 à Laxou,, est un professeur agrégé de médecine et sénateur français (UDF), ayant fondé le Groupe d'information internationale sur le Tibet en 1994 au Sénat. 
Il a été président bénévole de l'Institut Curie du 6 décembre 2001 au 7 décembre 2013. Il s'est particulièrement spécialisé dans les questions de bioéthique (loi sur la thérapie cellulaire et génique, lois de bioéthique, loi Huriet-Sérusclat de 1988 relative à la protection des personnes dans la recherche biomédicale, loi de juillet 1994 relative au don et à l'utilisation des éléments et produits du corps humain, etc.).

## Biographie
Claude Georges Huriet est le fils de Jacques Huriet, pharmacien et adjoint au maire de Nancy. 
Professeur à la Faculté de médecine de Nancy, chef du Service de néphrologie du Centre hospitalier régional et universitaire de Nancy, Claude Huriet a, en 1970, créé le Centre d'hémodialyse de Nancy et réalise les premières transplantations rénales.
Sénateur de Meurthe-et-Moselle (1983-2001), il sera membre puis vice-président de la Commission des affaires sociales et membre de l'office parlementaire d'évaluation des choix scientifiques et technologiques.
Avec Jacques Golliet, Claude Huriet est l'un des sénateurs à l'origine de la création en 1994 du Groupe d'information internationale sur le Tibet.
Membre du Comité consultatif national d'éthique (CCNE) pour les Sciences de la vie et de la santé (1995-2001), il siège au Comité international de bioéthique de l'Unesco (2002-2006).
Il est nommé conseiller d'État en service extraordinaire entre 2002 et 2006.
Il est président du Cancéropôle Île-de-France de novembre 2004 à juin 2007, puis vice-président jusqu'en 2013 et conseiller auprès du Président du Cancéropôle jusqu'à sa mort. 
Il est membre de l'Académie lorraine des sciences, académicien de la 3e section et membre honoris causa de l'Académie de médecine de 2015 à son décès. 
Membre du Comité consultatif national d'éthique
Il est associé à la loi relative à la protection des personnes se prêtant à des recherches biomédicales, première loi de bioéthique en France.
Il est aussi président de l'Union hospitalière du Nord-Est du 21 septembre 1996 au 13 mai 2016 et administrateur de la Fédération hospitalière de France.
Impliqué dans les questions de bioéthique
Dans le cadre des travaux de l'Office parlementaire d'évaluation des choix scientifiques et technologiques (OPECST), en collaboration avec Alain Claeys (député de la Vienne), il a publié, en 1999, un rapport sur l'application de la loi de juillet 1994 relative au don et à l'utilisation des éléments et produits du corps humain, à l'assistance médicale à la procréation et au diagnostic prénatal, et, en 2000, le rapport sur le clonage, la thérapie cellulaire et l'utilisation thérapeutique des cellules souches embryonnaires.
Président de l'Institut Curie
Élu pour la première fois le 6 décembre 2001, Claude Huriet avait succédé à Jean-Marc Bruel. Réélu en 2007, son mandat à l'Institut Curie a pris fin le 7 décembre 2013.
Sous sa présidence, des travaux importants d'extension et de rénovation ont été menés à bien. La fusion avec le centre de cancérologie René -Huguenin de Saint-Cloud a permis de disposer de réserves foncières nécessaires au développement de l'Institut Curie.
En octobre 2008 avait été inauguré un bâtiment consacré à la biologie du développement. Cette réalisation a largement contribué au rayonnement international du centre de recherche et à son attractivité.
Le 1er janvier 2005, il est promu officier de la Légion d'honneur. Il est promu au grade de commandeur de l'ordre national du Mérite le 16 février 2010. Il est également chevalier des Palmes académiques.

## Œuvre littéraire
- Claude Huriet (préf. Jacques Battin), Les amours de Marie Curie, Paris, Glyphe, 2021, 170 p. (ISBN 978-2-35815-296-9)

### Préface
- Préface cosigné avec Louis de Broissia, Panchen Lama, otage de Pékin (en collaboration avec Edgar Tag), Ramsay, 1998, au sujet de Gendhun Choekyi Nyima  (ISBN 2-84114-283-3).

## Distinctions

### Décorations
- Officier de la Légion d'honneur le 1er janvier 2005
- Commandeur de l'ordre national du Mérite le 28 novembre 2008
- Chevalier de l'ordre des Palmes académiques

### Autres distinctions
- Membre honoris causa de l'Académie nationale de médecine (2016)[10]